# Walckenaeria martensi
Walckenaeria martensi är en spindelart som beskrevs av Jörg Wunderlich 1972. Walckenaeria martensi ingår i släktet Walckenaeria och familjen täckvävarspindlar.
Artens utbredningsområde är Nepal. Inga underarter finns listade i Catalogue of Life.